# Raimunda Elías Marca
Raimunda Elías Marca (Arbeca, 14 de juny de 1911 - Londres, 19 de novembre de 2001), que era mestra, va ser la primera dona a obtenir a l'estat espanyol la llicència per a vol sense motor.

## Primers anys i formació
Va néixer al carrer del Forn, d’Arbeca, filla de Pere Jaume Elías, pagès, i Teresa Marca, botiguera. Ella era la gran de tres germanes. Al 1930 es va traslladar a Barcelona per estudiar a l'Escola del Treball, a la Universitat Industrial, i va allotjar-se a la Residència de Senyoretes de la Generalitat de Catalunya. En aquest període va tenir ocasió de fer un intercanvi amb la Residencia de Estudiantes de Madrid durant les vacances. Des de 1934 treballà a l'Escola Normal de la Generalitat.

## El seu interès per l'aeronàutica
Al començament dels anys 30 era un moment d’una certa popularització de l'aeronàutica i s’havia escampat un gran interès per l'aviació i per l'aviació sense motor. Amb l'Estatut de Núria de 1932 es produí el traspàs de competències d'aviació civil a la Generalitat; els aeroclubs i la pràctica aeronàutica s’expandiren i s'estengueren les beques i els petits camps d'aviació. En aquest context incipient, Raimunda Elías s’incorporà al Comitè d'Esports i Cultura Física de l'Escola del Treball i començà a fer pràctiques de vol amb la Federació d'Alumnes i Exalumnes de l'Escola. Volà a Santa Perpètua, però el seu club de vol bàsic era a l'aeròdrom de Sabadell. Quan tenia temps lliure assistia com a alumna a la construcció d'avions i, més endavant, com a instructora de vol a l'escola de vol de Marià Foyé i Ràfols. Volava els caps de setmana i participava en trobades de vol sense motor.
Es dona el cas que quan va intentar inscriure's a l’escola de pilots, va saber que no hi admetien dones, així que s’hi va inscriure com a home, amb el nom de Raimundo Díaz Marca. En veure-la a classe la van rebutjar. Ella protestà, i un professor, adduint que havia pagat matrícula, defensà amb ella que tenia dret a assistir a classe; finalment va ser admesa. Arribaria a ser membre de diversos clubsː a més del de Sabadell, el Club Aeri de Catalunya, els Falcons de Palestra o l’Aeroclub Popular. I a l'agost de 1934 va obtenir el títol de pilot de vol sense motor, categoria A, en el primer curs organitzat pels Serveis d'Aeronàutica de la Generalitat de Catalunya a Sabadell.
Poc després, va participar en la III Setmana de Vol a Vela i segurament també l'any següent en la IV Setmana, ja que el seu club hi va ser. També participà en la II Setmana Nacional de Vol sense Motor que es va desenvolupar a Monflorite, Osca, a l'abril de 1936.
Durant la República, va ser instructora de vol a l’Escola de Pilots de la Generalitat de Catalunya. En aquells anys obtingué una beca de la Generalitat per aprendre a pilotar avions amb motor i una altra per anar a la Universitat de Santander, però la guerra va aturar tots els projectes.

## Compromís polític. Guerra i exili
El seu compromís polític l'havia portat a afiliar-se al sindicat UGT. Durant la guerra es va dedicar a col·laborar en tasques humanitàries, en el suport als refugiats i el programa de l'Ajut Infantil de Rereguarda. Com a mestra, va treballar en el servei de colònies. En acabar la guerra, ella va marxar a l’exili, primer a França i després, a partir de 1940, a Anglaterra. A Londres es va dedicar a fer classes de castellà i continuà treballant pel sindicat UGT, responsable de la secció de la dona, i amb l’Ajut Infantil. També va formar part de diverses associacions republicanes i feministes com la UGT, Unión de Mujeres Españolas en Inglaterra, Llar Catalana o Mujeres Antifascistas Españolas.
Coincidí a Anglaterra amb altres aviadores catalanes, com Pepa Colomer, de qui fou gran amiga, i Dolors Vives.

## Vida personal
Estant a Londres es va aparellar amb un altre exiliat, valencià, i va tenir una filla, Maria Kalmanson, que va aportar alguna documentació sobre la seva mare a l'Arxiu Nacional de Catalunya, els anys 2002 i 2003.

## Reconeixement i memòria
El grup de teatre Rellotge de Sorra Garriguenc, vinculat a la Federació d’Associacions de Dones de les Garrigues ha posat en escena una obra basada en la vida i l’experiència de Raimunda Elías: La dansa de la pluja.